# Batchellor Lake
Batchellor Lake är en sjö i provinsen British Columbia i Kanada. Den ligger på östra sidan av Grenville Channel. Batchellor Lakes yta är 567 hektar och ligger 88 meter över havet. Sjön sträcker sig 8 kilometer från sydöst till nordväst. Sjöns utlopp är genom Batchellor Creek från sjöns norra ände till Grenville Channel. På sjöns västra sida ligger Mount Batchellor.